# Hort Nou (Maó)
S'Hort Nou de Maó va ser construït l'any 1785 a la costa de Ponent del port, ja que era la zona més transitada, perquè estava molt relacionada amb el camí d'en Kane. Es va fer una mena de passeig per ser zona de jardí. L'arquitecte va ser Francisco Fernández de Angulo; hi va construir un petit edifici d'estil clàssic. Després va estar abandonat durant molt de temps i actualment tornar a ser un passeig.